# Torneio Rio-São Paulo de 1962
O Torneio Rio-São Paulo de 1962 foi a 14.ª edição do Torneio Rio-São Paulo, disputada em duas fases. Na primeira fase, as equipes foram divididas em dois grupos, um com os times de São Paulo e o outro com as equipes do Rio de Janeiro. Jogaram todos contra todos, em turno único. Os dois melhores colocados de cada grupo passaram à fase final, onde, mais uma vez, jogaram todos contra todos em turno único. A equipe que fez mais pontos nessa fase foi a campeã.

## História
O campeão foi o Botafogo, tendo como vice-campeão o São Paulo, em quadrangular final que também contou com as presenças de Palmeiras e Flamengo. Vice-campeão em 1960 e 1961, o Botafogo conquistou o seu primeiro título no Torneio Rio-São Paulo. Nos sete jogos disputados, teve seis vitórias e apenas uma derrota, dezessete gols a favor e cinco contra, levando mais de cinquenta mil torcedores ao Estádio do Maracanã na partida decisiva.

## Equipes participantes
Rio de Janeiro:
- America
- Botafogo
- Flamengo
- Fluminense
- Vasco da Gama

 São Paulo:
- Corinthians
- Palmeiras
- Portuguesa
- São Paulo

## Primeira fase
Grupo A
| Classificação | Classificação | Classificação | Classificação | Classificação | Classificação | Classificação | Classificação | Classificação | Classificação | Classificação |
| Time | Time          | PG            | J             | V             | E             | D             | GP            | GC            | SG            |               |
| --- | ------------- | ------------- | ------------- | ------------- | ------------- | ------------- | ------------- | ------------- | ------------- | ------------- |
| 1 | Botafogo      | 6             | 4             | 3             | 0             | 1             | 11            | 5             | 6             |               |
| 2 | Flamengo      | 6             | 4             | 2             | 2             | 0             | 5             | 3             | 2             |               |
| 3 | America       | 5             | 4             | 2             | 1             | 1             | 5             | 4             | 1             |               |
| 4 | Vasco         | 3             | 4             | 1             | 1             | 2             | 6             | 9             | -3            |               |
| 5 | Fluminense    | 0             | 4             | 0             | 0             | 4             | 3             | 9             | -6            |               |
| PG - pontos ganhos; J - jogos; V - vitórias; E - empates; D - derrotas; GP - gols pró; GC - gols contra; SG - saldo de gols |               |               |               |               |               |               |               |               |               |               |

Grupo B
| Classificação | Classificação | Classificação | Classificação | Classificação | Classificação | Classificação | Classificação | Classificação | Classificação | Classificação |
| Time | Time          | PG            | J             | V             | E             | D             | GP            | GC            | SG            |               |
| --- | ------------- | ------------- | ------------- | ------------- | ------------- | ------------- | ------------- | ------------- | ------------- | ------------- |
| 1 | Palmeiras     | 4             | 3             | 2             | 0             | 1             | 6             | 3             | 3             |               |
| 2 | São Paulo     | 4             | 3             | 1             | 2             | 0             | 5             | 4             | 1             |               |
| 3 | Corinthians   | 3             | 3             | 1             | 1             | 1             | 4             | 6             | -2            |               |
| 4 | Portuguesa    | 1             | 3             | 0             | 1             | 2             | 5             | 7             | -2            |               |
| PG - pontos ganhos; J - jogos; V - vitórias; E - empates; D - derrotas; GP - gols pró; GC - gols contra; SG - saldo de gols |               |               |               |               |               |               |               |               |               |               |

São Paulo e Palmeiras terminaram empatados em pontos e disputaram um jogo-desempate, que terminou empatado por 1 a 1 no tempo normal e por 0 a 0 na prorrogação. No dia seguinte, em reunião na sede da Federação Paulista de Futebol, ficou acertado que o Palmeiras seria o primeiro colocado, devido às rendas na primeira fase. A colocação, na prática só mudava o adversário e o local do primeiro jogo da fase final.

## Fase final
11/3
Botafogo 2–1 São Paulo
Palmeiras 3–0 Flamengo
14/3
Botafogo 1–0 Flamengo
São Paulo 2–1 Palmeiras
17/3
Botafogo 3–1 Palmeiras
São Paulo 2–2 Flamengo
| Classificação | Classificação | Classificação | Classificação | Classificação | Classificação | Classificação | Classificação | Classificação | Classificação | Classificação |
| Time | Time          | PG            | J             | V             | E             | D             | GP            | GC            | SG            |               |
| --- | ------------- | ------------- | ------------- | ------------- | ------------- | ------------- | ------------- | ------------- | ------------- | ------------- |
| 1 | Botafogo      | 6             | 3             | 3             | 0             | 0             | 6             | 2             | 4             |               |
| 2 | São Paulo     | 3             | 3             | 1             | 1             | 1             | 5             | 5             | 0             |               |
| 3 | Palmeiras     | 2             | 3             | 1             | 0             | 2             | 5             | 5             | 0             |               |
| 4 | Flamengo      | 1             | 3             | 0             | 1             | 2             | 2             | 6             | -4            |               |
| PG - pontos ganhos; J - jogos; V - vitórias; E - empates; D - derrotas; GP - gols pró; GC - gols contra; SG - saldo de gols |               |               |               |               |               |               |               |               |               |               |

### Jogo do título
| 17 de março de 1962 | Botafogo                            | 3 – 1 | Palmeiras   | Maracanã, Rio de Janeiro Público: 50 325 (46 368 pagantes) Árbitro: Romualdo Arppi Filho (SP) |
|                     | Quarentinha 40' · Amarildo 51', 62' |       | 3' Zequinha |                                                                                               |

## Campeão
| Torneio Rio-São Paulo de 1962 |
| ----------------------------- |
| Botafogo 1º Título            |